# Государственная премия РСФСР имени М. И. Глинки
Государственная премия РСФСР имени М. И. Глинки — премия, присуждаемая СМ РСФСР за выдающиеся произведения в области музыкального искусства. Присуждалась ежегодно в 1966—1991 годах за музыкальную деятельность всех жанров и за книги о музыке. Награждённым присваивалось звание «Лауреат Государственной премии РСФСР», вручался также почётный знак и диплом.

## Лауреаты Государственной премии РСФСР имени М. И. Глинки
(полный список)

### 1966
1. Кабалевский, Дмитрий Борисович — за «Реквием» для солистов, двух хоров и симфонического оркестра
2. Шапорин Юрий (Георгий) Александрович — за оперу «Декабристы» (1953) и ораторию «Доколе коршуну кружить»
3. Оборин, Лев Николаевич — за концертно-исполнительскую деятельность

### 1967
1. Гаврилин, Валерий Александрович — за вокальный цикл «Русская тетрадь»
2. Свешников, Александр Васильевич — за концертные программы ГАРХ СССР (1964—1965) и (1965—1966)
3. Вертков, Константин Александрович, Благодатов, Георгий Иванович, Язовицкая, Эльза Эдуардовна (посмертно) — за музыковедческую работу «Атлас музыкальных инструментов народов СССР»

### 1968
1. Галынин, Герман Германович (посмертно) — за Концерт для фортепиано с оркестром № 1, ораторию «Девушка и смерть», «Струнную сюиту»
2. Государственный квартет имени имени А. П. Бородина в составе: Дубинский, Ростислав Давидович, Александров, Ярослав Павлович, Шебалин, Дмитрий Виссарионович, Берлинский, Валентин Александрович — за концертные программы (1965—1966) и (1966—1967)
3. Мешко, Нина Константиновна, художественный руководитель ГАСРНХ, — за концертные программы (1966—1967)

### 1969
1. Кондрашин, Кирилл Петрович, дирижёр, — за концертные программы (1966—1967) и (1967—1968)
2. Холминов, Александр Николаевич — за оперу «Оптимистическая трагедия» (1965) и «Песню о Ленине»

### 1970
1. Кажлаев, Мурад Магомедович, композитор; Виноградов, Олег Михайлович, балетмейстер; Далгат, Джемал-Эддин Энверович, дирижёр; Комлева, Габриэла Трофимовна, исполнительница партии Ассият; Панов, Валерий Матвеевич,  Соколов, Олег Германович, исполнители партии Османа, — за балетный спектакль «Горянка» М. М. Кажлаева, поставленный на сцене ЛАТОБ имени С. М. Кирова
2. Салманов, Вадим Николаевич — за хоровой цикл «Лебёдушка»
3. Федосеев, Владимир Иванович, художественный руководитель и главный дирижёр ОРНИ ГК СМ СССР по телевидению и радиовещанию, — за концертные программы (1967—1969)

### 1971
1. Левашов, Валентин Сергеевич, художественный руководитель; Устинова, Татьяна Алексеевна, гл. балетмейстер; Широков, Александр Семёнович, гл. дирижёр оркестра ГАРНХ имени М. Е. Пятницкого, — за концертные программы «Ленина помнит земля», «Доброе утро, Россия», «Цвети, Россия»
2. Темирканов, Юрий Хатуевич, гл. дирижёр симфонического оркестра ЛГАФ, — за концертные программы (1968—1970)
3. Пантюков, Георгий Николаевич, художественный руководитель; Иванова, Ираида Трофимовна, гл. хормейстер; Коломейский, Яков Абрамович, гл. балетмейстер Омского ГРНХ, — за концертные программы, посвящённые 50-летию Великой Октябрьской социалистической революции, 100-летию со дня рождения В. И. Ленина

### 1972
1. Исакова, Нина Сергеевна, солистка МАМТ имени К. С. Станиславского и В. И. Немировича-Данченко, — за концертные программы (1969—1971)
2. Книппер, Лев Константинович, Ямпилов, Баудоржа Базарович, композиторы; Заславский, Михаил Самойлович, балетмейстер; Тимин, Александр Иванович, художник; Абашеев, Пётр Тимофеевич, исполнитель партии Енисея; Сахьянова, Лариса Петровна, исполнительница партии Ангары, — за новую редакцию балетного спектакля «Красавица Ангара» Л. К. Книппера и Б. Б. Ямпилова, поставленного на сцене Бурятского ГАТОБ
3. Рубин, Владимир Ильич — за ораторию «Июльское воскресенье»

### 1973
1. Исмагилов, Загир Гарипович — за оперу «Волны Агидели» и цикл хоров «Слово матери»
2. Туликов, Серафим Сергеевич — за цикл патриотических песен о В. И. Ленине, о Родине, о Москве
3. Богачёва, Ирина Петровна, солистка ЛАТОБ имени С. М. Кирова, — за исполнение оперных партий и концертные программы (1971—1972)
4. Образцова, Елена Васильевна, солистка ГАБТ, — за концертные программы и театральную деятельность (1971—1972)

### 1974
1. Тихомиров, Роман Иринархович, режиссёр; Мурин, Александр Григорьевич, хормейстер; Морозов Владимир Михайлович, исполнитель партии Вожака, — за советские героико-патриотические оперные спектакли «Октябрь» В. И. Мурадели, «Оптимистическая трагедия» А. Н. Холминова, «Тихий Дон» И. И. Дзержинского
2. Шостакович, Дмитрий Дмитриевич — 14-й струнный квартет и хоровой цикл «Верность»
3. Шмыга, Татьяна Ивановна, солистка МТО, — за исполнение главных ролей в спектаклях «Нет меня счастливее» А. Я. Эшпая, «Девичий переполох» Ю. С. Милютина, «Фиалка Монмартра» И. Кальмана

### 1975
1. Ахметов, Фасиль Ахметгалиевич — за симфоническую поэму «Памяти Фарида Яруллина»
2. Новиков, Андрей Порфирьевич, художественный руководитель Сибирского ГРНХ, — за концертные программы (1972—1974)
3. Светланов, Евгений Фёдорович, художественный руководитель и гл. дирижёр ГАСО СССР, — за концертные программы (1973—1974), цикл концертов, посвящённый симфоническому творчеству С. В. Рахманинова

### 1976
1. Касьянов Александр Александрович — за оперы «Степан Разин», «Фома Гордеев» и камерные произведения последних лет
2. Штоколов, Борис Тимофеевич — за исполнение заглавных партий в оперных спектаклях «Борис Годунов» М. П. Мусоргского, «Иван Сусанин» М. И. Глинки и партии Андрея Соколова в оперном спектакле «Судьба человека» И. И. Дзержинского и концертно-исполнительскую деятельность
3. Келдыш Георгий (Юрий) Всеволодович, музыковед, — за музыковедческие работы «Русская музыка XVIII века», «Рахманинов и его время», общую редакцию глав в многотомном коллективном труде «История музыки народов СССР»

### 1977
1. Боярчиков, Николай Николаевич, балетмейстер; Ченчикова, Ольга Ивановна, Шляпина, Галина Аркадьевна, Даукаев, Марат Фуатович, Петухов, Юрий Николаевич, Судаков, Геннадий Владимирович, исполнители партий; Сахарова, Людмила Павловна, педагог-репетитор, — за балетные спектакли «Ромео и Джульетта» С. С. Прокофьева, «Слуга двух господ» М. И. Чулаки в Пермском АТОБ имени П. И. Чайковского
2. Ильина-Дмитриева Анегина Егоровна — за исполнение партий Любаши, Княгини,  Туйаарыма Куо в оперных спектаклях «Царская невеста» Н. А. Римского-Корсакова, «Русалка» А. С. Даргомыжского, «Нюргун-Боотур» М. Н. Жиркова и Г. И. Литинского на сцене Якутского ГМТ и концертные программы (1974—1976)
3. Масленников Альберт (Алексей) Дмитриевич — за исполнение партий Финна, Юродивого и Самозванца, Анатоля Курагина, Алексея Ивановича в оперных спектаклях «Руслан и Людмила» М. И. Глинки, «Борис Годунов» М. П. Мусоргского, «Война и мир» и «Игрок» С. С. Прокофьева на сцене ГАБТ; вокальных произведений советских композиторов

### 1978
1. Тищенко, Борис Иванович — за «Симфонию мужества», концерт для флейты, фортепиано и струнного оркестра и 5-ю симфонию, посвящённую памяти Д. Д. Шостаковича
2. Ковалёва, Галина Александровна — за исполнение партий Антониды и Марфы в оперных спектаклях «Иван Сусанин» М. И. Глинки, «Царская невеста» Н. А. Римского-Корсакова на сцене ЛАТОБ имени С. М. Кирова
3. Эрмлер, Марк Фридрихович, дирижёр; Атлантов, Владимир Андреевич, исполнитель партии Дон Жуана; Милашкина, Тамара Андреевна, исполнительница партии донны Анны в оперном спектакле «Каменный гость» А. С. Даргомыжского на сцене ГАБТ

### 1979
1. Хренников, Тихон Николаевич — за 2-й концерт для скрипки с оркестром
2. Соколов, Владислав Геннадиевич, художественный руководитель и дирижёр ГМХ МОФ и детского хора НИИХВ АПН СССР, — за концертные программы (1976—1978)
3. Линховоин, Лхасаран Лодонович — за исполнение партий Кончака, Досифея, Бумал-хана в оперных спектаклях «Князь Игорь» А. П. Бородина, «Хованщина» М. П. Мусоргского, «Энхе-Булат батор» М. П. Фролова на сцене Бурятского ГАТОБ

### 1980
1. Николаев Алексей Александрович — за 5-ю симфонию, семь хоров на стихи А. Т. Твардовского
2. Дударова, Вероника Борисовна, художественный руководитель и гл. дирижёр МГСО, — за концертные программы (1977—1979)
3. Гершунова, Любовь Васильевна, солистка балета Новосибирского ГАТОБ; Мезенцева, Галина Сергеевна, солистка балета ЛАТОБ имени С. М. Кирова, — за исполнение главных партий в балетных спектаклях советских композиторов, русского и зарубежного классического репертуара в сезонах (1977—1979)

### 1981
1. Ворошило, Александр Степанович, за исполнение ведущих партий в операх советских композиторов, русского и зарубежного классического репертуара и концертные программы (1978—1980)
2. Третьяков, Виктор Викторович, солист МГАФ, — за концертные программы (1978—1980)
3. Чернушенко, Владислав Александрович, художественный руководитель и гл. дирижёр ЛГАК имени М. И. Глинки, — за концертные программы (1978—1980)

### 1982
1. Плетнёв, Михаил Васильевич, солист МГАФ, — за концертные программы (1978—1981)
2. Сметанников, Леонид Анатольевич — за исполнение ведущих партий в операх советских композиторов, русского и зарубежного классического репертуара и концертные программы (1980—1981)
3. Кутузов, Николай Васильевич, художественный руководитель и гл. дирижёр АХРП ЦТ и ВР; Квасов, Анатолий Николаевич, художественный руководитель ГАПП донских казаков, — за пропаганду лучших образцов народного песенного и хорового искусства, за концертные программы (1980—1981)

### 1983
1. Слонимский, Сергей Михайлович, композитор; Гаудасинский, Станислав Леонович, режиссёр; Кожин, Валентин Васильевич, дирижёр; Просаловская, Инесса Леонидовна, исполнительница партии; Панкратов, Владимир Ростиславович, исполнитель партии, — за оперный спектакль «Мария Стюарт» С. М. Слонимского, поставленный на сцене ЛМАТОБ
2. Зыкина, Людмила Георгиевна — за концертные программы (1980—1982)
3. Дашиев, Дугаржап Цыренович, солист Бурятского ГАТОБ, — за исполнение ведущих партий в операх советских композиторов, русского и зарубежного репертуара и концертные программы (1980—1982)
4. Шахбулатов, Аднан Маккаевич — за лирическую кантату «Разлука» на стихи венесуэльского поэта Винсента Магальянеса и вокальный цикл «Из чечено-ингушской народной поэзии»

### 1984
1. Пасынков, Эмиль Евгеньевич, режиссёр; Рылов, Владимир Алексеевич, дирижёр; Васильев, Владимир Валерьянович, хормейстер; Абт-Нейферт, Нина Фердинандовна, исполнительница партии Наташи; Макаренко, Леонид Григорьевич, исполнитель партии М. И. Кутузова; Сибирцев, Александр Сергеевич, исполнитель партии Пьера Безухова, — за оперный спектакль «Война и мир» С. С. Прокофьева, поставленный на сцене Пермского АТОБ имени П. И. Чайковского
2. Бадхен, Анатолий Семёнович, художественный руководитель и гл. дирижёр ЛГКО «Ленконцерт», — за концертные программы (1980—1983)
3. Сидельников, Николай Николаевич — за хоровой цикл «Романсеро о любви и смерти» на стихи Ф. Гарсиа Лорки и концерт для двенадцати солистов «Русские сказки»

### 1985
1. Александров, Борис Александрович, композитор, художественный руководитель ДКААППСА имени А. В. Александрова, — за ораторию-поэму «Дело Ленина бессмертно», кантату «Тебе присягаем, Отчизна», песни «Ленин», «Шёл солдат», «Я о мире пою», «Отчизна», «Песня мужества» и концертные программы (1982—1984)
2. Гороховская, Евгения Станиславовна, солистка ЛАТОБ имени С. М. Кирова, — за концертные программы (1982—1984)
3. Тевлин, Борис Григорьевич, художественный руководитель и дирижёр МХМС при хоровом обществе Москвы, — за концертные программы (1982—1984)

### 1986
1. Лазарев, Александр Николаевич, дирижёр, — за концертные программы и спектакли ГАБТ (1983—1985)
2. Синисало, Гельмер-Райнер Нестерович, композитор; Смирнов, Игорь Валентинович, балетмейстер; Шелковников, Андрей Андреевич, художник; Гальцина, Наталья Васильевна, исполнительница партии Невесты; Левашова, Татьяна Владимировна, исполнительница партии, — за новую редакцию балетного спектакля «Сампо» Г.-Р. Н. Синисало, поставленного на сцене МТ Карельской АССР

### 1987
1. Волков, Кирилл Евгеньевич — за оперу «Живи и помни», кантаты для смешанного хора без сопровождения «Тихая моя родина», «Слово» — на строки из «Слова о полку Игореве»
2. Рихтер, Святослав Теофилович, пианист, — за концертные программы (1986), исполненные в городах Сибири и Дальнего Востока
3. Квартет имени Д. Д. Шостаковича МОФ (Шишлов, Андрей Анатольевич, Галковский, Александр Владимирович, Корчагин, Александр Александрович, Пищугин, Сергей Иванович) — за концертные программы (1984—1986)

### 1988
1. Китаенко, Дмитрий Георгиевич, художественный руководитель и гл. дирижёр АСО МГАФ, — за концертные программы (1986—1987)

### 1989
1. Левашёва, Ольга Евгеньевна, музыковед, — за монографию «Михаил Иванович Глинка»

### 1990
В ОБЛАСТИ МУЗЫКАЛЬНОГО ИСКУССТВА
1. Муров, Аскольд Фёдорович — за симфонию для струнного оркестра, посвящённую 400-летию Тобольска
2. Холопов, Юрий Николаевич, музыковед, — за книгу «Гармония. Теоретический курс»

ЗА РАБОТЫ И ПРОИЗВЕДЕНИЯ В ОБЛАСТИ НАРОДНОГО ХУДОЖЕСТВЕННОГО ТВОРЧЕСТВА
1. Заволокин, Геннадий Дмитриевич, художественный руководитель ансамбля народной музыки «Частушка» НГФ, — за концертные программы (1987—1988)
2. Фирсов, Михаил Николаевич, художественный руководитель ГВХА «Русь» Владимирской областной филармонии, — за концертную программу «Русский календарь» (1987)

### 1991
В ОБЛАСТИ МУЗЫКАЛЬНОГО ИСКУССТВА
1. Васильев, Владимир Викторович, Максимова, Екатерина Сергеевна — за концертные программы последних лет
2. Гохман, Елена Владимировна — за концертный цикл «Бессонница» на стихи М. И. Цветаевой
3. Дауров, Аслан Алиевич — за сочинение «Горские симфонические танцы»
4. Корнеев, Александр Васильевич, флейтист, — за концертные программы (1988—1990)
5. Хворостовский, Дмитрий Александрович — за исполнение ведущих партий классического оперного репертуара в Красноярском ГТОБ (1988—1990)

ЗА РАБОТЫ И ПРОИЗВЕДЕНИЯ В ОБЛАСТИ НАРОДНОГО ХУДОЖЕСТВЕННОГО ТВОРЧЕСТВА
1. Захарченко, Виктор Гаврилович, художественный руководитель ГККХ, — за концертные программы последних лет

ЗА ПРОИЗВЕДЕНИЯ И РАБОТЫ В ОБЛАСТИ ЛИТЕРАТУРЫ И ИСКУССТВА, СОЗДАННЫЕ ЗАРУБЕЖНЫМИ СООТЕЧЕСТВЕННИКАМИ
1. Ростропович, Мстислав Леопольдович, виолончелист, дирижёр, — за концертные программы последних лет

## Примечание
1. В Постановлениях 1990—1991 годов номинация премии указана как «в области музыкального искусства» без упоминания имени М. И. Глинки